# Tanxi (köpinghuvudort i Kina, Jiangxi Sheng, lat 28,98, long 115,63)
Tanxi är en köpinghuvudort i Kina. Den ligger i provinsen Jiangxi, i den sydöstra delen av landet, omkring 41 kilometer nordväst om provinshuvudstaden Nanchang. Antalet invånare är 18 519. Befolkningen består av 8 690 kvinnor och 9 829 män. Barn under 15 år utgör 22,0 %, vuxna 15-64 år 71 %, och äldre över 65 år 6,0 %.
Runt Tanxi är det tätbefolkat, med 297 invånare per kvadratkilometer. Närmaste större samhälle är Makou, 12,7 km öster om Tanxi. Trakten runt Tanxi består till största delen av jordbruksmark.
Genomsnittlig årsnederbörd är 2 096 millimeter. Den regnigaste månaden är juni, med i genomsnitt 340 mm nederbörd, och den torraste är oktober, med 36 mm nederbörd.